# Raúl Ricardo Dos Santos González
Raúl Ricardo Dos Santos González (castellà: Raúl Dos Santos)  (Montevideo, 19 d'abril de 1967 - 4 de juliol de 2024) va ser un futbolista uruguaià conegut també com a el Loco Dos Santos. Va jugar com a davanter a diversos equips sud-americans, així com a l'Albacete Balompié i al Vila-real Club de Futbol.
Com a jugador, va militar al CA Basáñez 1987/90; Defensor Sporting 1991/92; Albacete Balompié (Espanya) 1992/95; Vila-real CF 95/96; Defensor Sporting 1996; Club Bolívar (Bolívia) 1997; CA Progreso 1998 i CS Cerrito 1999. Va jugar també a la selecció de futbol de l'Uruguai. Com a entrenador, va dirigir a l'Sportivo Cerrito el 2000 i el 2002.

## Palmarès

### CA Basáñez
- Màxim golejador de Segona divisió de l'Uruguai (1990)

### Defensor Sporting
- Lliga uruguaiana de futbol (1991)